# Kid Icarus: Uprising
 (mars 2015).
Si vous disposez d'ouvrages ou d'articles de référence ou si vous connaissez des sites web de qualité traitant du thème abordé ici, merci de compléter l'article en donnant les références utiles à sa vérifiabilité et en les liant à la section « Notes et références ».
Kid Icarus: Uprising, connu sous le nom Shin Hikari Shinwa: Parutena no Kagami  (新・光神話 パルテナの鏡) au Japon, est un jeu vidéo développé par Project Sora et édité par Nintendo. Attendu initialement pour le lancement de la Nintendo 3DS, le jeu est finalement sorti en mars 2012. C’est le troisième volet de la série Kid Icarus.
Le projet a été lancé en 2008 après que Satoru Iwata ait demandé à Masahiro Sakurai de créer un nouveau jeu sur la franchise Kid Icarus après la sortie de Super Smash Bros. Brawl.

## Synopsis
Ce troisième volet est en tout point différent des deux autres, en termes de gameplay et contenu. Mais le jeu contient plusieurs références au titre NES, comme certains sons ou bien dans les dialogues des personnages.
Le joueur y incarne Pit qui, après 15 ans sans nouvelles de lui, déclare sa joie de retrouver sa déesse, Palutena.
Mais ces moments de retrouvailles sont bouleversés par Medusa, déesse des enfers, qui a soif de haine et de vengeance.
Pit et Palutena vont donc retrouver les trois trésors sacrés en passant par les trois lieutenants de Medusa : Pandora, Cerberos et Hydra. Même dans ce premier passage du jeu, l'histoire y est volontairement très similaire au premier volet, mais contient une richesse scénaristique accrue.
Après avoir vaincu Medusa, Pit et Palutena se réjouissent à travers le générique de fin, mais un autre personnage fait une entrée brutale, se révélant être celui qui tirait véritablement les ficelles : Hadès, seigneur des enfers, qui se présente par la même occasion être le véritable méchant principal du jeu, annonçant ainsi la suite de l'aventure. Le joueur entre dans ce qui peut être la deuxième partie du jeu.
C'est dans cette deuxième partie que l'univers du jeu commence à se peaufiner. Pit et Palutena ont un nouvel ennemi à abattre : Hadès lui-même ! 
Ils vont rencontrer plusieurs personnages qui vont leur venir en aide ou bien leur donner du fil à retordre, dont :
- l'armée de la nature, aux ordres de Viridi, la déesse de la nature, qui a pour but d'exterminer les humains, les considérant comme dévastateurs ;
- les Pirates de l'Espace ainsi que le redoutable Kraken ;
- les envahisseurs Aurhum, avides de néant et créateurs de haute technologie avancée ;
- l'Armée des cieux elle-même, dont les corps de Pit, totalement vide d'âme, et de Palutena, dont l'âme a été emprisonnée par le Sorcier du Chaos que Pit vaincra.

Une fois ces événements passés, Pit se retrouvera avec les ailes brûlées, c'est Pit Maléfique qui l'emmènera jusqu'à la source du renouveau après avoir vaincu la forme Amazone de Pandora.
Arrive ensuite le combat contre Hadès. Pit, équipé des trois trésors sacrés, se les fait briser bien assez vite et se retrouve dans l'estomac d'Hadès. Une fois sorti, Pit doit aller chercher son nouveau trésor sacré chez Dyntos, le Dieu de la Forge. Pour avoir droit à l'arme ultime, Pit doit passer trois épreuves, une fois celles-ci passées, le combat final a lieu. Lors de ce combat, Hadès brise le trésor sacré, à l'exception du bras droit. Avant de frapper le coup ultime, Médusa réapparaît et veut se battre contre Hadès, qui la tue aussitôt, c'est alors que Pit envoie le Coup de Grâce avec le seul bras restant du grand trésor sacré.

## Système du jeu
Le joueur contrôle Pit avec le pad circulaire, le bouton L sert à tirer/frapper et le stylet sert à viser et à bouger la caméra (seulement à pied sur la terre ferme). Pit est armé par le joueur avec les armes et les dons récupérés lors des sessions de jeu. Chaque niveau en mode solo débute par une première phase de gameplay typée « rail shooter » dans laquelle Pit vole se rendre à sa destination. À l'arrivée, il atterrit et commence une deuxième phase plus typée « beat them all ». Le niveau se termine par un combat dans l'antre du boss. Il est possible de finir le jeu sans vaincre tous les ennemis. À chaque début de niveau, le jeu laisse le choix de la difficulté au joueur, ce qui fait que le soft est autant destiné aux novices qu'aux confirmés. Pour les plus acharnés d'entre eux, s'ajoute ainsi un concept de « scoring » permettant une rejouabilité certaine,.
Le réglage de la difficulté de Kid Icarus: Uprising se fait via le chaudron maléfique au début de chaque niveau. Des cœurs accumulés durant l'aventure peuvent être misés à chaque début de chapitre, pour augmenter la difficulté du niveau. Plus vous pariez de cœurs, plus le niveau est difficile, mais plus vous avez de chances d'obtenir des récompenses uniques à ces niveaux de difficulté. Le gain final de cœurs est aussi plus important. À l'inverse, si le joueur ne remporte pas la partie, les cœurs misés sont perdus et l'intensité de difficulté diminue. Il est aussi possible de dépenser des cœurs afin de décroître le niveau de difficulté. Des portes secrètes dans les niveaux ne peuvent d'ailleurs être ouvertes qu'à partir d'un certain niveau de difficulté,,,.

### Armes
Les armes occupent une place importante dans Kid Icarus: Uprising. Chaque arme a son utilité propre, certaines sont équilibrées en force et en rapidité, d'autres sont plus rapides mais infligent moins de dégâts et réciproquement.
Une grande variété d'armes est à récupérer durant l'aventure et elles peuvent être utilisées lors des matchs multijoueurs. Les joueurs peuvent également fusionner les armes ensemble au Pavillon des armes. La fusion de deux armes se traduira par une seule, chacune donnant aux joueurs la possibilité de personnaliser les armes pour correspondre à leur style de jeu, en combinant les caractéristiques des armes fusionnées.
Les différents types d'armes sont :
- les Lames, armes très polyvalentes ;
- les Bâtons, spécialisés dans les attaques à longue distance mais faibles au corps à corps ;
- les Massues, qui peuvent renvoyer les tirs ennemis et dont les tirs traversent les murs mais n'ont pas de tir continu ;
- les arcs, pour les attaques à longue et moyenne distance ;
- les Canons, qui créent une explosion à l'impact ;
- les Bras, pour le corps à corps et les attaques à faible distance ;
- les Satellites, qui envoient deux tirs en même temps ;
- les Griffes, spécialisées dans le corps à corps, elles augmentent la vitesse ;
- les Mains, armes polyvalentes pour les combats à courte et moyenne distance.

Dans chacune de ces catégories, il existe différentes armes qui ont des caractéristiques propres et qui varient en fonction de leur puissance.

### Mode multijoueur
Jusqu'à six joueurs peuvent s'affronter dans les arènes en mode multijoueur sans fil local ou en ligne.
Si un ou plusieurs joueurs en Mêlée générale ou Match à mort par équipe viennent à quitter avant l'affrontement, ils seront remplacés par une intelligence artificielle.
Les joueurs peuvent également gagner des armes supplémentaires comme récompenses en jeu multijoueur. Ils peuvent choisir des combinaisons définies d'armes et de dons avant d'entrer dans un match.
Lumière VS Ténèbres :
Les joueurs sont répartis en deux équipes (Lumière/Ténèbres) de 3 contre 3. En début de partie, tous les joueurs s'affrontent dans une mêlée qui oppose les deux équipes. Chaque fois qu'un joueur est vaincu, la santé de l'équipe diminue. Lorsque la santé de l'équipe est à zéro, un des membres de l'équipe (celui dont la mort a achevé la santé de l'équipe) devient un ange (Pit ou Pit maléfique). Le joueur qui contrôle l'ange de l'équipe sera plus puissant que les autres Combattants, plus résistant et aussi bien plus rapide. Lorsqu'un ange apparaît dans une équipe, la mêlée générale se transforme en chasse à l'ange de l'équipe adverse. L'équipe qui vainc l'ange de l'équipe adverse gagne le match,,.
Chacun pour soi :
Le principe est simple, les six joueurs s'affrontent individuellement dans l'espoir d'être l'unique joueur à remporter la partie. Pour cela, ils doivent tuer le maximum d'adversaires en essayant de mourir le moins possible (en multijoueur, après être mort, on réapparaît).

### Fonctionnalité StreetPass
La fonctionnalité StreetPass de la Nintendo 3DS permet aux joueurs de partager l'une de leurs armes avec le reste du monde. Une copie de l'arme choisie est transformée en pierre d'arme et peut alors être échangée avec d'autres joueurs. On peut aussi fusionner des pierres d'armes et les vendre à la déesse pour des cœurs,.

## Personnages

### Pit
Pit est un ange joyeux ne pouvant pas voler. Il est donc obligé de demander à Palutena de lui donner le don de vol. Mais il ne peut voler que 5 minutes car s'il vole plus longtemps, ses ailes brûleront. Il a les yeux bleus, porte une couronne de laurier en or sur la tête et a les cheveux châtains. Il est souvent habillé d'une toge et de sandales à la mode grecque. Malgré son aspect juvénile, Pit est très puissant.
Pit est le personnage que le joueur ou la joueuse incarne (dans un chapitre, il s'agit de son double maléfique, Pit maléfique, et dans un autre il s'agit successivement d'une fillette, d'un chien, de Magnus (un ami que se fait Pit dans un chapitre précédent) et de Pit à nouveau).
Dans les airs ou sur terre, le joueur déplace Pit grâce au pad circulaire (ou avec les boutons a, b, x et y). Il peut utiliser une attaque spéciale en touchant un des deux cercles bleus en bas à gauche de l'écran. Chaque coup spécial est différent pour chaque type d'arme. Dans les airs, Pit est moins puissant mais ses tirs ne s'affaiblissent pas avec la distance (sur terre, ses tirs peuvent changer de puissance). Pit peut aussi utiliser des dons que le joueur (ou la déesse) aura choisi. Plus les dons sont imposants ou de forme contraignante, plus ils seront puissants. Ils ont différents niveaux (le don de niveau 1 sera plus faible que celui de niveau 4). Le joueur trouve les différents dons dans des coffres au trésor ou en complétant le tableau divin.

### Palutena
Palutena est la déesse de la lumière. Elle est apparentée à Athéna. Elle règne sur le royaume des cieux. Elle aide Pit en vendant des armes et en appliquant sur lui le don de vol. Palutena a plusieurs armes à son nom : l'arc Palutena, dont elle est la créatrice, et la lame Palutena, en son hommage. Elle conseille Pit et contrôle sa trajectoire pendant le stage volant. Elle est surnommée « madame-je-sais-tout » par Hadès et elle aime embarrasser Pit. C'est la parfaite caricature de la « première de la classe ». Palutena est habillée avec une robe fendue sur un côté, un bouclier, une sorte de sceptre et divers bijoux. Elle ouvre aussi les portails qui permettent à Pit de commencer le niveau.

### Médusa
Médusa est la déesse des enfers. Ayant été bannie des cieux par Palutena, elle décide dans ce jeu de se venger d'elle et, par conséquent, de Pit. Elle a la peau blanche et possède des serpents à la place des cheveux. Sa robe est noire et violette. Elle possède également un bâton dont elle tient ses pouvoirs. Durant le jeu, elle envoie ses serviteurs à l'assaut de Pit, qui seront ses principaux ennemis. C'est elle que Pit et Palutena tenteront d'éliminer lors des chapitres 1 à 9, dans lesquels ils doivent récupérer les trois trésors sacrés. Elle est vaincue à la fin de l'épisode 9. Elle n'apparaîtra alors qu'une seule fois dans le dernier épisode, lorsqu'elle tente de s'opposer à Hadès, le véritable méchant principal du jeu. Ce dernier, bien plus fort qu'elle, lui assène un coup fatal et Médusa est définitivement éliminée du jeu.

### Hadès
Hadès est le seigneur des Enfers. C'est le principal antagoniste du jeu.

### Voix
| Personnages         | Voix japonaises   | Voix anglaises   |
| ------------------- | ----------------- | ---------------- |
| Pit / Pit Maléfique | Minami Takayama   | Antony del Rio   |
| Palutena            | Aya Hisakawa      | Ali Hillis       |
| Medusa              | Naomi Shindo      | Cree Summer      |
| Viridi              | Makiko Omoto      | Hynden Walch     |
| Hades               | Hochu Otsuka      | S. Scott Bullock |
| Magnus              | Kenji Nomura      | Fred Tatasciore  |
| Gaol                | Junko Minagawa    | Kari Wahlgren    |
| Hydra               | Masaya Takatsuka  | Danny Mann       |
| Pandora             | Mariko Suzuki     | Nika Futterman   |
| Thanatos            | Eiji Ito          | Danny Mann       |
| Pyrron              | Tetsu Inada       | Troy Baker       |
| Solice              | Yasuhiko Tokuyama | Troy Baker       |
| Phosphora           | Yuka Komatsu      | Kari Wahlgren    |
| Poséidon            | Ryuzaburo Otomo   | Fred Tatasciore  |
| Aurige              | Hochu Otsuka      | Alan Oppenheimer |
| Dyntos              | Koji Yada         | Alan Oppenheimer |

Les voix ont été doublées en japonais et en anglais.

## Accueil

### Critiques
Kid Icarus : Uprising a été proposé pour la meilleure bande-annonce de l'E3 par GameSpot durant l'E3 2010.
Le jeu a été bien accueilli par la presse spécialisée :
- 1UP.com : B+[13]
- Edge : 8/10[14]
- Famitsu : 40/40[15]
- Eurogamer : 9/10[16]
- Gamekult : 7/10[17]
- Game Informer : 7/10[18]
- GameSpot : 8/10[19]
- IGN : 8,5/10[20]
- Jeuxvideo.com : 17/20[21]

### Ventes
La première semaine de la sortie du jeu au Japon, un total de 132 526 copies ont été vendues. Un total de 1,37 million de copies ont été vendues dans le monde.